# Oxygen (film, 1999)
Pour les articles homonymes, voir Oxygen.
Pour plus de détails, voir Fiche technique et Distribution.
Oxygen est un film américain réalisé par Richard Shepard, sorti en 1999.
Le film suit Harry qui a enlevé la femme d'un homme fortuné et l'a enterrée vivante dans une forêt près de New York. Madeline Foster, inspectrice de police réussit à coincer le ravisseur mais ce dernier résiste à tous les interrogatoires. Commence alors un jeu dangereux et pervers, du chat et de la souris, limité par le temps : la disparue enfouie n'a que quelques heures d'oxygène.

## Synopsis
"Harry Houdini" (Adrien Brody) a kidnappé et enterré vivante la femme d'un riche homme d'affaires. Il demande 1 million de dollars en espèces au mari de la femme en échange de la divulgation de l'emplacement de son lieu de sépulture avant qu'elle ne manque d'oxygène. Il déclare également que si l'intervention de la police est engagée, il veillera à ce qu'elle ne soit jamais retrouvée vivante. Comme prévu, cependant, l'intervention de la police est lancée et la détective Madeline Foster (Maura Tierney) est chargée de retrouver la femme enterrée et d'attraper Houdini.
On se rend vite compte cependant que Houdini, en fait, voulait que la police s'en mêle pour qu'il puisse commettre un deuxième enlèvement - celui de Foster. Lorsque Houdini est finalement attrapé à la suite d'une poursuite en voiture impliquant lui et la détective Foster, elle tente de lui faire révéler l'emplacement de sa victime enterrée. Lorsque l'interrogatoire initial de Foster sur Houdini s'avère infructueux, le FBI est chargé de reprendre l'affaire, bien qu'ils n'aient plus de chance. Dans un rebondissement, il est révélé que Houdini a déjà commis un meurtre, celui de son complice. Il n'a plus rien à perdre et la police se rend compte que la mort de la femme enterrée ne serait pas aussi importante qu'on le pensait.
Cependant, Houdini leur offre une dernière bouée de sauvetage - s'il est autorisé à parler à Foster, seul, il permettra à sa victime d'être récupérée vivante. La police, qui n'est plus que des marionnettes dans le plan de Houdini, accepte sa demande. Troublé, Foster commence à révéler son côté le plus sombre à Houdini et il voit une âme sœur en elle.
Peu de temps après, il est révélé que Houdini était en fait un peintre du département de police et a décrit l'ensemble du bâtiment sur une carte très détaillée. Alors que Foster révèle la vérité, Houdini l'emmène à l'endroit où il a enterré la première femme. Foster échappe à son emprise, libère la femme et prend l'arme de Houdini, puis le pousse à l'intérieur du cercueil. Alors qu'il se moque de Foster, elle lui tire dessus plutôt que de l'enterrer.

## Fiche technique
- Titre : Oxygen
- Titre québécois : Oxygène
- Réalisation : Richard Shepard
- Scénario : Richard Shepard
- Décors : Rowena Rowlings
- Costumes : Barbara Presar
- Photographie : Sarah Cawley
- Montage : Adam Lichtenstein
- Musique : Rolfe Kent
- Production : Mike Curb, Jonathan Stern (en) et Richard Shepard
- Sociétés de production : Abandon Pictures, Curb Entertainment et Paddy Wagon Productions
- Société de distribution : Curb Entertainment
- Pays de production :  États-Unis
- Langue : Anglais
- Format : Couleurs - 35 mm - 1,85:1 - Dolby
- Genre : Thriller
- Durée : 87 min
- Dates de sortie :
  - États-Unis : 12 novembre 1999
  - France : 22 décembre 1999 (sortie nationale)
- Classification : Interdit aux moins de 16 ans (France)

## Distribution
- Maura Tierney (VF : Coco Noël) : Madeline Foster
- Adrien Brody (VF : Patrick Mancini) : Harry
- Terry Kinney (VF : Guillaume Orsat) : Le capitaine Tim Foster
- James Naughton (VF : Jean Barney) : Clark Hannon
- Paul Calderon (VF : Patrick Béthune) : Jesse
- Laila Robins (VF : Juliette Degenne) : Frances Hannon
- Dylan Baker (VF : Pierre Dourlens) : Jackson Lantham
- Frankie Faison (VF : Benoît Allemane) : Phil Kline
- Olek Krupa : L'amant de Madeline
- Edmund Genest (VF : Marcel Guido) : Le dentiste sarcastique

## Autour du film
- Oxygen est l'un des premiers rôles principaux d'Adrien Brody, qui remportera un César et un Oscar en 2003 pour sa prestation dans Le Pianiste de Roman Polanski.
- Ce film marque la troisième collaboration entre Maura Tierney, qui à ce moment intégrait la série Urgences, et Richard Shepard.